# Tjejen som föll överbord
Tjejen som föll överbord (Overboard) är en amerikansk komedi från år 1987, regisserad av Garry Marshall.

## Handling
Joanna Stayton (Goldie Hawn) är en rik och bortskämd hustru till en självgod överklassman. När hon och hennes man semestrar i sin yacht bestämmer hon sig för att anställa en snickare, Dean (Kurt Russell) för att bygga en ny skogarderob i hennes rum. När han är färdig med garderoben vägrar hon att betala honom då han ej använt sig av "rätt slags trä".
En hämndlysten Dean får chansen att hämnas när Joanna en stormig natt faller överbord och tappar minnet. Övergiven av sin självgoda make, tror Joanna att hon heter Annie och är gift med Dean och har fyra hopplösa barn och det rika glamourösa livet är endast ett bortblåst minne. 

## Om filmen
Filmen regisserades av Garry Marshall och filmen var den åttonde så kallade Tjejen som-filmen, samtliga med Goldie Hawn i huvudrollen, och den sista i många år innan Tjejresan kom ut 2018.

## I rollerna
- Goldie Hawn - Mrs. Joanna Stayton/Annie Proffitt
- Kurt Russell - Dean Proffitt
- Edward Herrmann - Grant Stayton III
- Katherine Helmond - Edith Mintz
- Mike Hagerty - Billy Pratt
- Roddy McDowall - Andrew
- Frank Campanella - Kapten Karl